# محلول استاندارد
در شیمی تجزیه، یک  محلول استاندارد محلولی است که حاوی دقیق غلظت شناخته یک عنصر یا یک ماده است. وزن مشخصی از ماده حل می‌شود تا یک حجم خاص ایجاد شود و با استفاده از یک ماده استاندارد مانند استاندارد اولیه تهیه می‌شود.
از محلولهای استاندارد برای تعیین غلظت سایر مواد مانند محلولهای موجود در تیتراسیوناستفاده می‌شود. غلظت محلول‌های استاندارد به‌طور معمول با واحد مول در لیتر (مول / L، اغلب با M برای مخفف مولاریته)، مول در هر دسیمتر مکعب (مول / DM 3، (kilomoles در هر متر مکعب (kmol / متر 3 ) بیان می‌شود.
یک استاندارد ساده با رقیق شدن یک عنصر یا یک ماده در یک حلال محلول که با آن واکنش نشان می‌دهد، بدست می‌آید. یک استاندارد اولیه یک معرف است که کاملاً خالص و پایدار است با آب هیدراتاسیون ندارد و وزن مولکولی بالایی دارد. برخی از استانداردهای اولیه تیتراسیون اسیدها شامل کربنات سدیم است.

## انواع
انواع محلول استاندارد عبارت است از:

### غلظت معمولی (C)
محلول گرم در لیتر، غلظت معمولی (C) نامیده می‌شود. ر این محلول‌ها، مقداری ماده حل‌شونده در یک لیتر محلول وجود دارد.
حجم محلول به لیتر/مقدار ماده حل شونده به گرم= C

### مولار(M)
محلول مول در لیتر، غلظت مولار رایج‌ترین روش برای بیان غلظت است و محلول مولار، محلولی است که در هر لیتر آن، به اندازه یک مول ماده حل‌شونده، حل شده باشد
حجم محلول (لیتر)/مقدار ماده حل شونده (مول)=غلظت مولار (M)

### مولال (m)
محلولی که در آن یک مول ماده حل‌شونده در یک کیلوگرم حلال شده باشد، محلول مولال نامیده می‌شود. از غلظت مولال در مطالعه خواص کولیگاتیو محلول‌ها بکار می‌رود.

### نرمال (N)
محلول نرمال، محلولی است که یک اکی والان گرم ماده حل‌شونده در یک لیتر آن یا یک میلی‌اکی‌والان گرم در هر لیتر آن حل شده باشد.
مفهوم اکی والان گرم: مقدار وزن اکی والان مواد مختلف طبق رابطه E=M/n به دست می‌آید.
- M، جرم مولکولی
- n (ظرفیت) برای مواد مختلف به قرار زیر بدست می‌آید:

مقدار n برای اسیدها برابر تعداد هیدروژن‌های اسیدی و برای بازها، برابر تعداد -OH، برای نمک‌ها برابر ظرفیت فلز ضرب‌در تعداد فلز و برای واکنش‌های اکسایش- کاهش برابر درجه کاهش یا اکسایش است.
با بدست آوردن مقدار E (وزن اکی والان) می‌توان تعداد اکی‌والان را از رابطه زیر حساب کرد:
وزن اکی والان/جرم ماده برحسب گرم= =m/E تعداد اکی والان

## شیشه آلات حجمی محلول‌های استاندارد
ابزار دقیق کالیبره ای هستند که برای اندازه‌گیری دقیق حجم مورد استفاده واقع می‌شوند که شامل بالنهای حجمی، پیپت‌های حجمی و بورتهای کالیبره شده می‌باشند؛ که از این شیشه آلات حجمی در تهیه محلولهای استاندارد ذخیره (استوک)، محلول‌های استاندارد روزانه و رقیق سازی محلول استفاده می‌شوند. شیشه جات با دقت کمتر، شامل استوانه‌های مدرج و پیپت‌های سرولوژی زمانیکه حجمهای دقیقی ضروری نباشد مورد استفاده قرار می‌گیرند. برای مخلوط کردن محلول‌ها می‌توان از بالن‌های حجمی استفاده کرد وبرای اندازه‌گیری دقیق حجمی که باید منتقل شود از پیپت‌های ژوژه یا حباب دار استفاده می‌شود.

## موارد استفاده
با استفاده از تیتراسیون آن در برابر محلول قلیایی غلظت شناخته شده، می‌توان حجم مشخصی از محلول اسید را استاندارد کرد. محلولهای استاندارد نیز معمولاً برای تعیین غلظت گونه‌های آنالیتی استفاده می‌شوند. با مقایسه جذب محلول نمونه در طول موج خاص به یک سری از محلول‌های استاندارد در غلظت‌های مختلف شناخته شده از گونه‌های آنالیت، غلظت محلول نمونه را می‌توان از طریق قانون بیران یافت. هر نوع طیف‌سنجی می‌تواند از این طریق استفاده شود تا زمانی که گونه‌های آنالیت دارای جذب قابل توجهی در طیف‌ها باشند. روش محلول استاندارد یک راهنمای مرجع برای کشف میزان بیماری‌های ناشناخته است. از روشهای تیتراسیون می‌توان برای بدست آوردن غلظت یک محلول استاندارد استفاده کرد. این موارد شامل استفاده از وسایلی مانند بورت است.

## ویژگی‌ها
ویژگی یک محلول استاندارد برای تیتراسیون‌ ها عبارتند از:
1. غلظت آن باید همیشه ثابت بماند. این امر به گونه ای است که دیگر نیازی به تغییر مجدد نیست.
2. واکنش آن با آنالیت باید سریع باشد تا مدت انتظار پس از افزودن هر معرف به حداقل برسد.
3. واکنش آن باید منطقی باشد.
4. باید بتوان واکنش را با یک واکنش شیمیایی متعادل توصیف کرد.
5. باید روشی برای تشخیص نقطه تعادل وجود داشته باشد.